# Кен-Суу (Нарынская область)
Кен-Суу (кирг. Кең-Суу) — село в Жумгальском районе Нарынской области Кыргызстана. Входит в состав айылного аймака Мин-Куш.

## География
Село расположено в северо-западной части области, в долине реки Кексу (правый приток Кёкёмерена), на расстоянии приблизительно 39 километров (по прямой) к юго-западу от села Чаек, административного центра района. Абсолютная высота — 1488 метров над уровнем моря.

## История
До 2023 года село входило в состав ныне упразднённого айылного аймака Кабак (Кабакского айылного аймака).

## Население
Согласно оценочным данным Национального статистического комитета Кыргызской Республики, численность населения села на начало 2023 года составляла 129 человек.
| год     | 2009 | 2014 | 2015 | 2020 | 2021 | 2023 |
| ------- | ---- | ---- | ---- | ---- | ---- | ---- |
| человек | 77   | 87   | 89   | 107  | 111  | 129  |